# Gare de Coron-de-Méricourt
Gare de Coron-de-Méricourt vasútállomás Franciaországban, Méricourt településen.

## Vasútvonalak
Az állomást az alábbi vasútvonalak érintik:
- Lens-Ostricourt-vasútvonal

## Kapcsolódó állomások
A vasútállomáshoz az alábbi állomások vannak a legközelebb:
- Gare de Pont-de-Sallaumines
- Gare de Billy-Montigny